# Front d'action pour le renouveau/Yoonwi
Le Front d'action pour le renouveau/Yoonwi (FAR/Yoonwi) est un parti politique sénégalais, dont le Secrétaire général est Serigne Bathie Seck, petit-fils du khalife de Thiénaba.

## Histoire
Le parti a été officiellement créé le 21 septembre 1999.
Contrairement à nombre d'autres partis ayant prôné le boycott, le FAR a décidé de participer aux élections législatives de 2007 et s'est donc éloigné de Moustapha Niasse pour rejoindre la Coalition Waar Wi.

## Orientation
Ses objectifs déclarés sont « d'instaurer un climat d'unité nationale et de sympathie dans un esprit civique, de contribuer à la rénovation des conditions sociales en passant par une économie participative et un environnement sain ».

## Symboles
Sa couleur est le bleu nuit.
Son drapeau comporte une carte du Sénégal avec un fond bleu et, à l'intérieur, le soleil en couleur blanche.
En langue wolof, yoonwi signifie "la voie".

## Organisation
Le siège du parti se trouve à Thiès.